# 贝尔穆多二世 (莱昂)
貝爾穆多二世（西班牙語：Bermudo II，956年—999年），稱為痛風的（el Gotoso)，是加利西亞國王（982年–999年）和莱昂國王（984年–999年）。他的統治有個結論，烏魯貝爾的胡士托·佩雷斯描述他為"el pobre rey atormentado en la vida por la espada de Almanzor y en muerte por la pluma vengadora de un obispo"（一個活在曼蘇爾的劍下，死在主教復仇的筆下，受盡折磨的可憐國王）。
他是奥多尼奥三世的一個兒子，982年在加利西亞和葡萄牙被貴族推舉出來反抗拉米罗三世，桑乔一世的一個兒子。這樣的篡奪在950年代頻繁的繼承危機的背景之下是經常發生的。雙方勢力分別各有領導人，岡薩羅·曼尼德斯 —貝爾穆多的支持者，羅德里哥·委拉斯開斯和他的兒子佩拉約·羅德里格斯—拉米羅三世的支持者，最後貝爾穆多繼承了王位。貝爾穆多於982年10月15日在聖地亞哥-德孔波斯特拉大教堂加冕為王。遭到聖地亞哥主教佩拉約·羅德里格斯，和蒙多涅多主教阿里亚斯·佩赖斯反對，可能造成他們同時分別被放逐到希蘭諾瓦和拉林的聖馬丁。
由於他的支持是有限的，貝爾穆多的地區需要科爾多瓦哈里發的保護。在他早期統治時卡斯蒂利亚發生很多動亂，曼苏尔的科爾多瓦軍隊的到來，不是作為盟友，反而是侵略者。在991年11月和992年9月之間，貝爾穆多被冈萨罗·贝尔穆德斯、姆尼欧·费尔南德斯兩位權貴和佩拉約·羅德里格斯伯爵所領導的叛亂給驅逐了。他很快的恢復王位，並和不滿者和解。在994年8月，貝爾穆多把維加村交還給希蘭諾瓦修道院，該村是蘇瓦羅·洪德馬利斯非法佔用修道院的土地所建立的。蘇瓦羅在他後來的叛亂躲藏在這。在同年的8月23日，在莫雷利亞村因為弗坦·委拉斯开斯曾經被暗殺在那裡而被沒收後，該村被授予給希蘭諾瓦的薩爾瓦多男修道院院長。
貝爾穆多最後成功的從穆斯林手中收回薩莫拉，但沒有成功完全的驅逐他們直到987年。此事招來了曼蘇爾的報復，他開始摧毀科英布拉。在後者圍攻並夷平萊昂城後，貝爾穆多逃到薩莫拉避難。穆斯林繼續進行他們的征服，996年拿下了阿斯托爾加，997年攻陷聖地亞哥-德孔波斯特拉。
在999年，他身上的痛風惡化，並使他不能再騎馬。作為西班牙西北部的基督徒軍隊領導人的他，從此只能透過搭乘轎子行動。後來他在同一年去世於比亞努埃瓦-戴爾-比爾索，並安葬在卡拉塞多修道院。後來，他的遺體被移靈到聖伊西多羅聖殿。
與他的第一任妻子維拉斯琪塔·拉米雷斯，他有一個女兒克莉絲汀娜，嫁給奧多尼奧·拉米雷斯，他的敵人拉米羅三世的兒子。貝爾穆多與埃爾維拉·加西亞再婚，卡斯蒂利亚伯爵加西亚·费尔南德斯的女兒，他與她育有三名子女：阿方索，他的繼任者、特里薩和桑查。他也有三位私生子女：埃爾維拉、佩拉約和奥多尼奥，他娶了弗蘿妮兒蒂，前面提及的佩拉約伯爵的女兒。